# Justin Bakker
Justin Bakker (Amsterdam, 3 maart 1998) is een Nederlands voetballer die als verdediger speelt. Hij verruilde in 2024 KuPS voor Vitesse.

## Carrière

### Jong AZ
Justin Bakker speelde in de jeugd van AZ, waar hij met Jong AZ in het seizoen 2016/17 kampioen van de Tweede divisie werd. Hij debuteerde in het betaald voetbal op 18 augustus 2017, in een met 1-3 gewonnen uitwedstrijd tegen FC Den Bosch. Op 14 december 2016 zat hij op de bank bij het eerste elftal van AZ in de bekerwedstrijd tegen ASWH, maar kwam daar niet in actie. Tijdens een 2-7 thuisnederlaag tegen N.E.C. op 22 december 2017 scoorde Bakker zijn eerste doelpunt in het betaalde voetbal. In de zomer van 2020 liep zijn contract bij AZ af. Hij speelde 94 wedstrijden voor Jong AZ in vier seizoenen en scoorde daarin één doelpunt. Voor het eerste elftal van AZ debuteerde hij nooit.

### Go Ahead Eagles
In september 2020 sloot hij aan bij Go Ahead Eagles. Op 2 oktober 2020 maakte Bakker in een met 2-3 verloren thuiswedstrijd tegen Jong FC Utrecht zijn debuut voor Go Ahead. Hij pendelde dat seizoen tussen basis en bank, maar de laatste vijf wedstrijden, die Go Ahead allemaal won, was Bakker basisspeler. Zo ook in de laatste speelronde tegen Excelsior, waarin Go Ahead door puntenverlies van BV De Graafschap steeg naar een tweede plek, wat directe promotie naar de Eredivisie betekende. Op 13 augustus 2021 maakte Bakker tegen SC Heerenveen zijn Eredivisiedebuut. Op 28 augustus maakte hij tegen Sparta Rotterdam (2-0 overwinning) zijn eerste Eredivisiedoelpunt en tevens zijn eerste goal voor Go Ahead. In juni 2022 verlengde de verdediger zijn aflopende contract met drie jaar tot medio 2025.

### Kuopion Palloseura
Eind januari 2023 ruilde Bakker Go Ahead Eagles in voor Kuopion Palloseura. Hij tekende in Finland een contract voor twee jaar met een optie voor een extra seizoen. Hij speelde slechts 10 wedstrijden.

### Vitesse
Tijdens de voorbereiding op het seizoen 2024/25 sloot de verdediger als proefspeler aan bij VVV-Venlo. Hij tekende echter een contract bij Vitesse. Hij debuteerde in de openingsronde tegen Telstar (2-3).

## Clubstatistieken

### Beloften
| 2016/17                    | Jong AZ               | Tweede divisie  | 17 | 0 | 17 | 0 |
| 2017/18                    | Jong AZ               | Eerste divisie  | 33 | 1 | 33 | 1 |
| 2018/19                    | Jong AZ               | Eerste divisie  | 17 | 0 | 17 | 0 |
| 2019/20                    | Jong AZ               | Eerste divisie  | 26 | 0 | 26 | 0 |
| 2023                       | Kuopion Palloseura II | Kakkonen        | 4  | 0 | 4  | 0 |
| Totaal beloften            | Totaal beloften       | Totaal beloften | 97 | 1 | 97 | 1 |
| Bijgewerkt op 25 juni 2024 |                       |                 |    |   |    |   |

### Senioren
| Seizoen                   | Club               | Competitie      | Competitie | Competitie | Beker | Beker | Overig | Overig | Totaal | Totaal |
| Seizoen                   | Club               | Competitie      | Wed.       | Dlp.       | Wed.  | Dlp.  | Wed.   | Dlp.   | Wed.   | Dlp.   |
| ------------------------- | ------------------ | --------------- | ---------- | ---------- | ----- | ----- | ------ | ------ | ------ | ------ |
| 2020/21                   | Go Ahead Eagles    | Eerste divisie  | 15         | 0          | 3     | 0     | –      | –      | 18     | 0      |
| 2021/22                   | Go Ahead Eagles    | Eredivisie      | 13         | 1          | 1     | 0     | –      | –      | 14     | 1      |
| 2022/23                   | Go Ahead Eagles    | Eredivisie      | 3          | 0          | 0     | 0     | –      | –      | 3      | 0      |
| 2023                      | Kuopion Palloseura | Veikkausliiga   | 5          | 0          | 0     | 0     | 5      | 0      | 10     | 0      |
| 2024                      | Kuopion Palloseura | Veikkausliiga   | 0          | 0          | 0     | 0     | –      | –      | 0      | 0      |
| 2024/25                   | Vitesse            | Eerste divisie  | 11         | 0          | 1     | 0     |        |        | 12     | 0      |
| Totaal senioren           | Totaal senioren    | Totaal senioren | 47         | 1          | 5     | 0     | 5      | 0      | 57     | 1      |
| Carrièretotaal            | Carrièretotaal     | Carrièretotaal  | 144        | 2          | 5     | 0     | 5      | 0      | 154    | 2      |
| Bijgewerkt op 8 juni 2025 |                    |                 |            |            |       |       |        |        |        |        |

## Trivia
Justin Bakker is een neef van Mitchel Bakker, eveneens een profvoetballer.